# Panzeria degenera
Panzeria degenera är en tvåvingeart som först beskrevs av Walker 1849.  Panzeria degenera ingår i släktet Panzeria och familjen parasitflugor.
Artens utbredningsområde är Ontario. Inga underarter finns listade i Catalogue of Life.